# Metzkausen
Metzkausen ist ein Stadtteil der Stadt Mettmann im Kreis Mettmann in Nordrhein-Westfalen. Bis 1974 war Metzkausen eine eigenständige Gemeinde im damaligen Kreis Düsseldorf-Mettmann.

## Geographie
Der Stadtteil Metzkausen liegt im Nordwesten der Stadt Mettmann. Metzkausen war bis Mitte des 20. Jahrhunderts eine Streusiedlung ohne eigentlichen Dorfkern, erst nach dem Zweiten Weltkrieg entwickelte sich das heutige geschlossene Siedlungsgebiet.

## Geschichte
Eine Ansiedlung Metzinchusen wurde erstmals 1090 in einer Urkunde des Stifts Kaiserswerth erwähnt. Im Mittelalter bildete sich rund um diese Ansiedlung die Honnschaft Metzkausen im Amt Mettmann des Herzogtums Berg. Seit der Franzosenzeit gehörte Metzkausen zur Bürgermeisterei Hubbelrath im Landkreis Düsseldorf und seit den 1840er-Jahren bildete es eine Gemeinde gemäß der Gemeindeordnung für die Rheinprovinz von 1845. Als größere Wohnplätze in der Gemeinde Metzkausen bestanden 1885 Burg mit 27, Klein Krumbach mit 19, Lindchen mit 18, Neu Burscheid mit 16, Peckhaus mit 36 und Stübbenhaus mit 43 Einwohnern.
Von 1891 bis 1904 wurde in Metzkausen die Blei- und Zinkerzgrube Benthausen betrieben. Ein starkes Bevölkerungswachstum, verbunden mit großflächiger Neubautätigkeit, setzte Ende der 1950er-Jahre ein. Durch das Düsseldorf-Gesetz wurde Metzkausen am 1. Januar 1975 in die Stadt Mettmann eingemeindet.

## Einwohnerentwicklung
| Jahr | Einwohner | Quelle |
| ---- | --------- | ------ |
| 1835 | 0972      | [ 2 ]  |
| 1864 | 0958      | [ 3 ]  |
| 1885 | 0802      | [ 1 ]  |
| 1910 | 0865      | [ 4 ]  |
| 1939 | 0996      | [ 5 ]  |
| 1950 | 1421      | [ 6 ]  |
| 1960 | 2019      | [ 7 ]  |
| 1970 | 6096      | [ 7 ]  |
| 1973 | 6600      | [ 7 ]  |

## Baudenkmäler
Baudenkmäler in Metzkausen sind die landwirtschaftlichen Gebäude Lindenbecker Weg 2, Hof Nösenberg, Groß-Bülthausen und Hof Benthausen, die Wohngebäude Dorper Weg 18 a und An der Post 2 sowie das Kriegerdenkmal Wilhelmshöhe.